# 开明尚
开明尚（?—?），是春秋战国时期古蜀君主，開明王朝第九任帝，國土在現在四川一帶。
开明尚接受中原文化，立宗庙，去帝号，称王，迁徙国都到成都，并且仿效中原礼制建立了蜀国的礼乐制度。